# Victorien Erussard
Victorien Erussard, né à Saint-Malo le 25 juin 1979, est un skipper, officier de marine marchande et entrepreneur français. Il a remporté plusieurs compétitions de voile. Il est le capitaine et fondateur de Energy Observer, le premier navire à hydrogène autour du monde.

## Formation
Victorien Erussard passe son enfance sur les quais du bassin Vauban à Saint-Malo à se passionner pour les multicoques de la Route du Rhum[réf. souhaitée], avant de se lancer dans la compétition en Optimist puis en catamaran de sport type Hobie Cat 16 et Formula 18. Il obtient en 1999 son brevet professionnel maritime de conduite et exploitation des navires de pêche à l’École maritime de Saint-Malo. Il entre ensuite à l’École nationale de la Marine marchande de Saint-Malo, où il passe en 2004 un diplôme d'officier polyvalent de marine marchande 2e classe.

## Palmarès voile légère et course au large
En 1999, à 20 ans, il décroche le titre de champion d'Europe jeune en Hobie Cat 16 voile légère. Puis, en 2002, celui de champion d'Europe en Formula 18. En 2004, il remporte en F18 le Raid des Corsaires et la Catagolfe. En 2006, il participe à la Route du Rhum à bord du multicoque Laiterie Saint-Malo, un ancien trimaran de 60 pieds qu'il a lui-même retapé[réf. souhaitée]. Il parvient à monter sur le podium. En 2007, il gagne le Record Saint-Nazaire - Saint-Malo.
En 2008, il est vice-champion d'Europe d'Open 5,70. Lors de la Transat Québec-Saint-Malo, Victorien et son équipage percutent en pleine vitesse une baleine et perdent leur safran. Ils termineront la course sans gouvernail, par la seule force des voiles, pendant plus de 2 000 miles. En 2007 et 2009, il termine deuxième de la Transat Jacques-Vabre. En 2010, il est troisième de la Vendée-Saint-Pétersbourg.
En 2011, il est deuxième  du Raid Extrême Tour de Corse de F18. L'année suivante, il est champion de France et remporte la Coupe Nationale en F18. En 2013, il finit 2e du Grand Prix de Guyader et de l'ArMen Race en Class 40. En 2015, il remporte l'ArMen Race, le Tour de Belle-Ile et le championnat de Class 40, finit 2e du Grand Prix de Guyader, 4e de la Transat Jacques-Vabre Class 40 et gagne le Raid des Corsaires en F18.

## Expérience
Il est d'abord élève officier dans la compagnie Brittany Ferries, puis à Emeraude Lines et à la CIP (maintenant appelé Ponant), à la Compagnie armoricaine de navigation (CAN) de 2002 à 2011, il devient capitaine de yacht à la CAN en 2011, puis second capitaine sur le Côte de Bretagne (sablier) en 2012.
De 2007 à 2009, il est commissaire général et organisateur du Grand Prix Multi 50 Trophée Malo[réf. souhaitée]. De 2005 à 2010, il est skipper Trimaran 50' et gérant de SARL (Course au large). À partir de 2011, il monte avec son ami Thibaut Vauchel-Camus le Défi Voile Solidaires en peloton au profit de la Fondation ARSEP. Ils obtiennent le titre de vainqueur du championnat de Class 40, ainsi qu'à une quatrième place pour sa quatrième Transat Jacques-Vabre en 2015.
En 2013, il lance le projet devenu Energy Observer - le premier navire expérimental autonome en énergie, propulsé grâce à une chaîne de production hydrogène complète couplée aux énergies renouvelables,. Depuis juillet 2015, Victorien Erussard est le président directeur général d'Energy Observer SAS.
Victorien Erussard est le premier ambassadeur français des objectifs de développement durable.

## Décorations
- Chevalier de l'ordre national du Mérite Il est fait chevalier le 15 novembre 2018[22].